# Ariotus subtropicus
Ariotus subtropicus är en skalbaggsart som beskrevs av Thomas Casey 1895. Ariotus subtropicus ingår i släktet Ariotus och familjen ögonbaggar. Inga underarter finns listade i Catalogue of Life.